# Feu sacré (zoroastrisme)
Le feu sacré est une composante centrale du culte zoroastrien, incarnant la lumière, la pureté et la sagesse divine. 
Loin d'être une divinité, le feu est vénéré comme une manifestation d'Ahura Mazda, dieu suprême du zoroastrisme. Il joue un rôle fondamental dans les rituels, la cosmologie et la spiritualité zoroastrienne.

## Origines et symbolisme
Appelé Atar dans les textes de l'Avesta, le feu symbolise la présence éternelle de la vérité (asha) et l'énergie créatrice. Il est perçu comme un agent de purification et un guide moral.

## Temples du feu
Les temples zoroastriens consacrés au feu sont appelés Atashkadeh ou Atash Bahram selon le degré de sacralité. Trois types sont distingués :
- Atash Dadgah : feu communautaire ou domestique ;
- Atash Adaran : feu de niveau intermédiaire ;
- Atash Bahram : feu le plus sacré, allumé selon des rituels complexes et entretenu par des mobeds.

## Rituels
Le feu sacré est au cœur des cérémonies :
- Les fidèles le contemplent pendant les prières ;
- Les prêtres récitent des hymnes avestiques ;
- Lors de fêtes comme Nowrouz et Sadeh, des feux de joie célèbrent la victoire de la lumière sur les ténèbres[3].

## Conservation et transmission
Certains temples, notamment celui de Yazd en Iran, abritent un feu ininterrompu depuis plus de 1 500 ans. Malgré la dispersion des communautés (Parsis, Iranis), la tradition du feu sacré demeure vivace.